# Initiativgruppe Alpbach Wien
Die IG Wien (eigentlich Initiativgruppe Alpbach Wien) ist ein Verein mit Sitz in Wien und kooperiert als ‚Associate Member‘ sowohl mit dem Europäischen Forum Alpbach als auch mit dem EFA-Netzwerk. Hauptaufgabe des Vereins ist die Finanzierung und Vergabe von Stipendien an Studierende und Alumni für die Teilnahme am Europäischen Forum Alpbach sowie die Förderung und Vertiefung von europäischen Diskursen in Kultur, Politik, Wirtschaft und Wissenschaft durch regelmäßige öffentliche Diskussionsveranstaltungen in Wien.

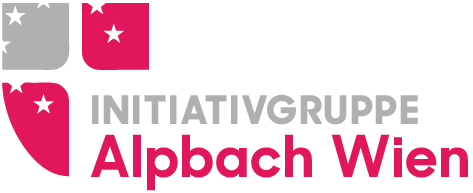

## Geschichte
Die IG Wien wurde 2006 von Nina Abrahamczik, Philip Aumüllner, Carmen Fischer, Lisa Fuchs, Anna Lawrenjuk, Katharina Norden, Matthias Reisinger, Alexander Schultmeyer, Gregor Schütze und Alma Zadić gegründet; seitdem nimmt sie jährlich mit insgesamt rund 20 Vertretern am Europäischen Forum Alpbach teil. 2009 organisierte die IG Wien unter dem Motto „Strong beyond borders“ eine internationale Konferenz zur europäischen Integration in Wien. 2012 machte der Verein durch seinen Einsatz für Meinungsfreiheit („Busek Riot“) und die Stimme der Jugend österreichweit auf sich aufmerksam. Die Bullshit-Bingo-Aktion „Forever Young“ kritisierte die homogene, gerontokratische Besetzung eines Podiums zur Zukunft der Jugend und erreichte schließlich den Platztausch Christoph Leitls mit einer Studentin. Seit 2021 veranstaltet die Initiativgruppe eine Pride Parade in Alpbach, die 2022 von Alma Zadic eröffnet wurde.

## Ziele
- Vergabe von Stipendien für das jährlich stattfindende Europäische Forum Alpbach
- Diskussionsveranstaltungen in Wien und Alpbach
- Netzwerkplattform für Studierende und Young Professionals
- Förderung von internationaler Zusammenarbeit sowie der persönlichen Freiheit, von Kreativität und geistiger Unabhängigkeit des Einzelnen

## Aktivitäten
Diskussionsveranstaltungen in Wien, u. a. mit:
- Barbara Albert
- Christoph Chorherr
- Katharina Cortolezis-Schlager
- Eva Dichand
- Max Edelbacher
- Edmund Entacher
- Adelheid Kastner
- Sebastian Kurz
- Rudolf Hundstorfer
- Isabella Leeb
- Kurt Scholz
- Judith Schwentner
- Sonja Wehsely
- Alexa Wesner

Bekannte Stipendiatinnen:
- Katharina Rogenhofer
- Claudia Gamon
- Johannes Stangl, Mit-Initiator Fridays For Future Wien
- Eva-Maria Titz und Christian Berger, Mit-Initiatorinnen Frauenvolksbegehren 2.0
- Sophie Rendl und Hannah Zach, Gründerinnen der Expert*innendatenbank Frauendomäne[12][13]

Führungen:
- MUMOK
- Österreichische Nationalbank
- Österreichisches Parlament